# Chú rể

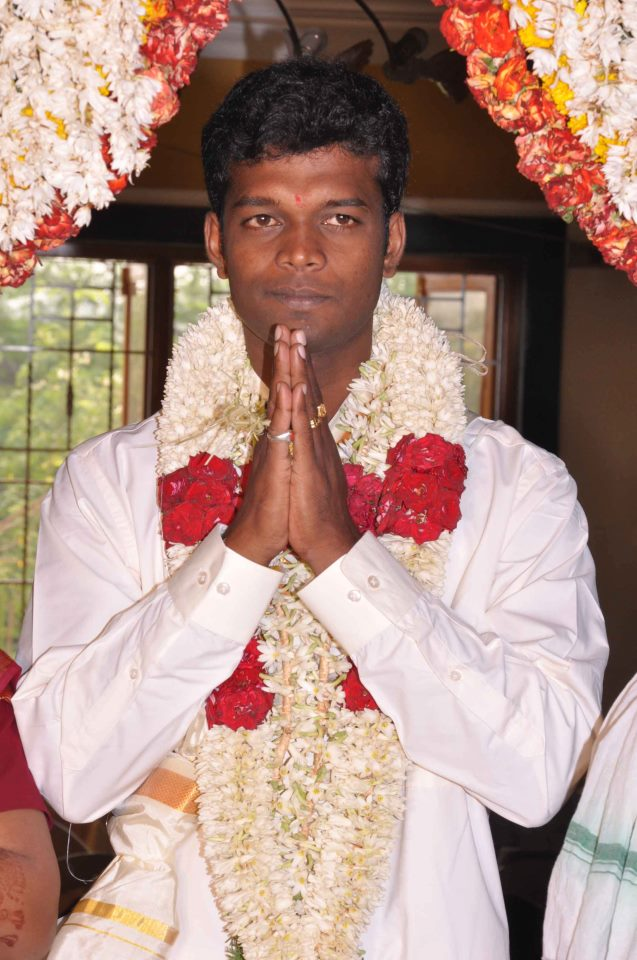
Một chú rể theo tôn giáo Hindu

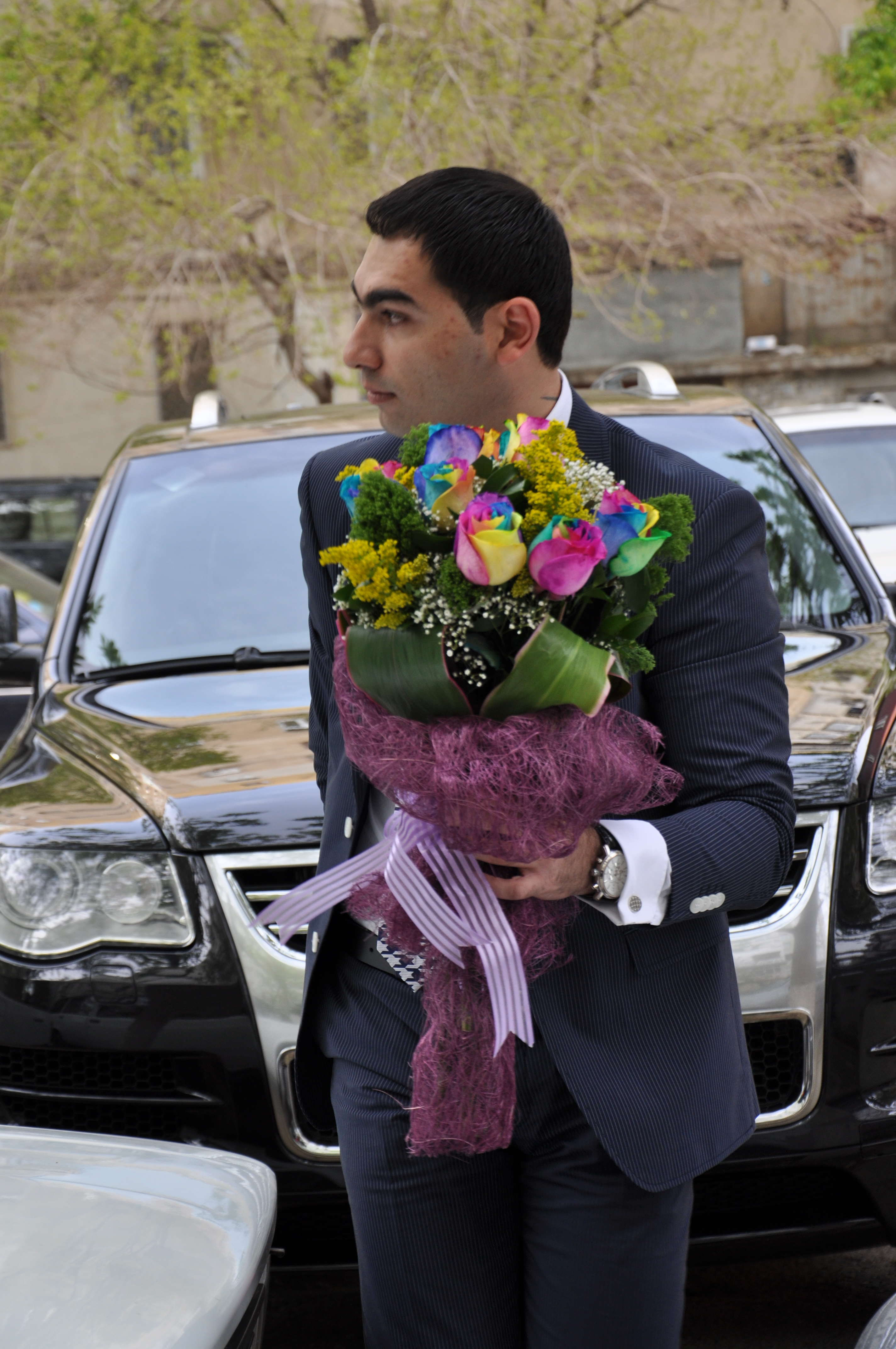
Một chú rể Azerbaijan trong trang phục phương Tây

Một chàng rể hay tân lang thường là nhân vật nam chính trong một hôn lễ, đôi khi từ này cũng được chỉ một người đàn ông sẽ sớm hoặc mới  đã kết hôn. Một chú rể thường được phụ giúp bằng một hay nhiều phù rể.
Nếu kết hôn với một người phụ nữ, người đó thường được gọi là cô dâu. Từ ngữ "Người phối ngẫu" là từ trung tính cũng có thể được sử dụng cho cả hai trong các cuộc hôn nhân khác giới và đồng tính.

## Trang phục
Trang phục của chú rể có thể bị ảnh hưởng bởi nhiều yếu tố, bao gồm cả thời gian trong ngày, vị trí của buổi lễ, nguồn gốc, truyền thống và văn hóa dân tộc của cô dâu và chú rể, các loại lễ, và có thể chú rể là quân nhân hay là một thành viên của lực lượng vũ trang.
Tại Hoa Kỳ, các chú rể thường mặc một bộ vét màu tối cho một đám cưới vào ban ngày hoặc tuxedo trang trọng cho một buổi lễ vào buổi tối.
Truyền thống của Anh Quốc thường yêu cầu chú rể, phù rể, và thành viên nam trong gia đình mặc bộ vét dài (gọi là morning suits hay là cutaway).